# Halk Bankası Spor Kulübü 2020-2021 (pallavolo maschile)
Questa voce raccoglie le informazioni riguardanti l'Halk Bankası Spor Kulübü nelle competizioni ufficiali della stagione 2020-2021.

## Organigramma societario
Area direttiva
- Presidente: Osman Arslan

Area tecnica
- Allenatore: Taner Atik
- Allenatore in seconda: Burak Dirier
- Assistente allenatore: Philippe Barca-Cysique
- Scoutman: Ali Rıza Metin

## Rosa
| N° | Nome               | Ruolo | Data di nascita   | Nazionalità sportiva |
| -- | ------------------ | ----- | ----------------- | -------------------- |
| 1  | Aslan Ekşi         | P     | 14 maggio 1989    | Turchia              |
| 2  | Volkan Döne        | L     | 19 febbraio 1987  | Turchia              |
| 3  | Fatih Uğur         | C     | 1º gennaio 1990   | Turchia              |
| 5  | Caner Ergül        | L     | 31 luglio 1994    | Turchia              |
| 7  | Brett Walsh        | P     | 19 febbraio 1994  | Canada               |
| 8  | Gökhan Gökgöz      | S     | 6 gennaio 1993    | Turchia              |
| 9  | Hakkı Çapkınoğlu   | C     | 20 luglio 1990    | Turchia              |
| 10 | Faik Güneş         | C     | 27 maggio 1993    | Turchia              |
| 11 | Murat Karakaya     | S     | 27 giugno 1987    | Turchia              |
| 12 | Alexander Berger   | S     | 27 settembre 1988 | Austria              |
| 13 | Oğuzhan Karasu     | C     | 16 giugno 1995    | Turchia              |
| 15 | Ediz Fırıncıoğlu   | O     | 20 settembre 1993 | Turchia              |
| 19 | Fernando Hernández | O     | 11 settembre 1989 | Cuba                 |
| 20 | Efe Bayram         | S     | 1º marzo 2002     | Turchia              |

## Statistiche

### Statistiche di squadra
| Competizione     | Punti | In casa | In casa | In casa | In trasferta | In trasferta | In trasferta | Totale | Totale | Totale |
| Competizione     | Punti | G       | V       | P       | G            | V            | P            | G      | V      | P      |
| ---------------- | ----- | ------- | ------- | ------- | ------------ | ------------ | ------------ | ------ | ------ | ------ |
| Efeler Ligi      | 70    | 18      | 14      | 4       | 17           | 12           | 5            | 35     | 26     | 9      |
| Coppa di Turchia | 9     | 1       | 1       | 0       | 0            | 0            | 0            | 6      | 5      | 1      |
| Challenge Cup    | -     | 3       | 2       | 1       | 3            | 2            | 1            | 8      | 6      | 2      |
| Totale           | -     | 22      | 17      | 5       | 20           | 14           | 6            | 49     | 37     | 12     |

G = partite giocate; V = partite vinte; P = partite perse

### Statistiche dei giocatori
| Giocatore      | Campionato | Campionato | Campionato | Campionato | Campionato | Coppa di Turchia | Coppa di Turchia | Coppa di Turchia | Coppa di Turchia | Coppa di Turchia | Challenge Cup | Challenge Cup | Challenge Cup | Challenge Cup | Challenge Cup | Totale | Totale | Totale | Totale | Totale |
| Giocatore      | P          | PT         | AV         | MV         | BV         | P                | PT               | AV               | MV               | BV               | P             | PT            | AV            | MV            | BV            | P      | PT     | AV     | MV     | BV     |
| -------------- | ---------- | ---------- | ---------- | ---------- | ---------- | ---------------- | ---------------- | ---------------- | ---------------- | ---------------- | ------------- | ------------- | ------------- | ------------- | ------------- | ------ | ------ | ------ | ------ | ------ |
| E. Bayram      | 32         | 352        | 288        | 36         | 28         | 6                | 56               | 47               | 4                | 5                | 6             | 46            | 40            | 3             | 3             | 44     | 454    | 375    | 43     | 36     |
| A. Berger      | 33         | 399        | 320        | 54         | 25         | 5                | 64               | 57               | 4                | 3                | 7             | 77            | 57            | 15            | 5             | 45     | 540    | 434    | 73     | 33     |
| H. Çapkınoğlu  | 9          | 46         | 31         | 14         | 1          | 3                | 14               | 6                | 7                | 1                | 3             | 7             | 6             | 0             | 1             | 15     | 67     | 43     | 21     | 3      |
| V. Döne        | 33         | 0          | 0          | 0          | 0          | 6                | 0                | 0                | 0                | 0                | 7             | 0             | 0             | 0             | 0             | 46     | 0      | 0      | 0      | 0      |
| A. Ekşi        | 26         | 21         | 6          | 9          | 6          | 2                | 2                | 2                | 0                | 0                | 7             | 4             | 1             | 0             | 3             | 35     | 27     | 9      | 9      | 9      |
| C. Ergül       | 34         | 0          | 0          | 0          | 0          | 6                | 0                | 0                | 0                | 0                | 7             | 0             | 0             | 0             | 0             | 47     | 0      | 0      | 0      | 0      |
| E. Fırıncıoğlu | 21         | 42         | 41         | 0          | 1          | 3                | 12               | 11               | 1                | 0                | 4             | 12            | 12            | 0             | 0             | 28     | 66     | 64     | 1      | 1      |
| G. Gökgöz      | 26         | 188        | 145        | 27         | 16         | 5                | 51               | 40               | 5                | 6                | 6             | 58            | 43            | 8             | 7             | 37     | 297    | 228    | 40     | 29     |
| F. Güneş       | 30         | 183        | 105        | 66         | 12         | 3                | 22               | 12               | 9                | 1                | 6             | 46            | 24            | 21            | 1             | 39     | 251    | 141    | 96     | 14     |
| F. Hernández   | 32         | 619        | 517        | 39         | 63         | 6                | 74               | 64               | 6                | 4                | 7             | 118           | 100           | 9             | 9             | 45     | 811    | 681    | 54     | 76     |
| M. Karakaya    | 5          | 16         | 14         | 0          | 2          | 1                | 3                | 3                | 0                | 0                | 3             | 2             | 2             | 0             | 0             | 9      | 21     | 19     | 0      | 2      |
| O. Karasu      | 32         | 131        | 82         | 39         | 10         | 6                | 26               | 16               | 8                | 2                | 7             | 30            | 24            | 3             | 3             | 45     | 187    | 122    | 50     | 15     |
| F. Uğur        | 10         | 36         | 21         | 13         | 2          | 3                | 12               | 9                | 3                | 0                | 3             | 3             | 3             | 0             | 0             | 16     | 51     | 33     | 16     | 2      |
| B. Walsh       | 31         | 60         | 26         | 24         | 10         | 6                | 16               | 10               | 4                | 2                | 7             | 18            | 9             | 6             | 3             | 44     | 94     | 45     | 34     | 15     |

P = presenze; PT = punti totali; AV = attacchi vincenti; MV = muri vincenti; BV = battute vincenti